# Cirsodes buddloraria
Cirsodes buddloraria là một loài bướm đêm trong họ Geometridae.